# Municipio de Soyopa
El municipio de Soyopa es uno de los 72 municipios del estado mexicano de Sonora. Su cabecera es la localidad de Soyopa.

## Geografía
El municipio de Soyopa colinda al norte con el municipio de San Pedro de la Cueva; al este con el municipio de Bacanora; al sur con los municipios de Yécora, Ónavas y Suaqui Grande; y al oeste con los municipios de San Javier, La Colorada y Villa Pesqueira.

## Localidades
El municipio de Soyopa cuenta con 40 localidades.
| Localidad                | Población (2020) |
| ------------------------ | ---------------- |
| La Estrella              | 351              |
| San Antonio de la Huerta | 297              |
| Tónichi                  | 280              |
| Soyopa                   | 222              |

## Gobierno
| Presidente municipal        | Periodo   | Partido | Partido                              |
| --------------------------- | --------- | ------- | ------------------------------------ |
| Rogelio Alvarado Rosas      | 1979-1982 |         | Partido Revolucionario Institucional |
| Ildefonso Ortega Martínez   | 1982-1985 |         | Partido Revolucionario Institucional |
| Isaías Sánchez Encinas      | 1985-1988 |         | Partido Revolucionario Institucional |
| Roberto Vázquez Jiménez     | 1988-1991 |         | Partido Revolucionario Institucional |
| Gildardo Encinas Martínez   | 1991-1994 |         | Partido Revolucionario Institucional |
| Juan Antonio Moreno Encinas | 1994-1997 |         | Partido Revolucionario Institucional |
| Juan Lorenzo Baz Moreno     | 1997-2000 |         | Partido Revolucionario Institucional |
| Efraín Moreno Miranda       | 2000-2003 |         | Partido Revolucionario Institucional |
| Cuauhtémoc Camacho García   | 2003-2006 |         | Partido Acción Nacional              |
| Arnoldo Moreno Encinas      | 2006-2009 |         | Partido Revolucionario Institucional |
| Alonso Sánchez Encinas      | 2009-2012 |         | Partido Acción Nacional              |
| Juan Carlos Olivas López    | 2012-2015 |         | Partido Revolucionario Institucional |
| Manuel García Verdugo       | 2015-2018 |         | Partido Acción Nacional              |
| Alberto Isaac Múgica Jaime  | 2018-2021 |         | Movimiento Regeneración Nacional     |
| Efraín Moreno Miranda       | 2021-2024 |         | Partido Acción Nacional              |